# Ringinputih
Ringinputih is een bestuurslaag in het regentschap Klaten van de provincie Midden-Java, Indonesië. Ringinputih telt 2854 inwoners (volkstelling 2010).